# Joachim Trier
Joachim Trier (født 1. marts 1974) er en norsk filminstruktør. Efter at have studeret ved Den Europæiske Filmhøjskole i Danmark og uddannet fra National Film and Television School i England, har han siden instrueret filmene Louder Than Bombs, Thelma og Oslo-trilogien bestående af filmene Reprise (2006), Oslo, 31. august (2011) og Verdens værste menneske (2021).
I 2025 vandt han Grand Prix ved filmfestivalen i Cannes for sin film Affeksjonsverdi.

## Filmografi

### Film
- Reprise (2006)
- Oslo, 31. august (2011)
- Louder Than Bombs (2015)
- Thelma (2017)
- Verdens værste menneske (2021)

### Kortfilm
- Still (2001)
- Procter (2002)